# Южное Пассатное течение
Южное Пассатное течение (Южное Экваториальное течение) — названо по господствующим в районе ветрам — пассатам, дующим с востока на запад — тёплое течение в Мировом океане, проходящее по южным тропическим широтам.
В Тихом океане оно начинается недалеко от берегов Южной Америки — примерно в районе Галапагосских островов, и идет на запад к берегам Новой Гвинеи и Австралии.
Северная граница течения колеблется от 1 градуса северной широты летом до 3 градусов южной широты зимой.
У западного побережья Тихого океана течение разделяется на ветви — часть течения сворачивает на восток, вливаясь в Экваториальное противотечение. Другое крупное ответвление течения — Восточно-Австралийское течение, начинающееся у берегов Австралии.
В Атлантическом океане Южное Пассатное течение является продолжением Бенгельского течения, а в Индийском океане — продолжением Западно-Австралийского течения.

## Физические характеристики течения
- Скорость течения колеблется от 24 до 80 миль в сутки. Средний показатель скорости около 40 миль в сутки.
- Температура воды — 32
- Солёность — нет данных